# Velký Karlov
Velký Karlov (en allemand : Karlhof) est une commune du district de Znojmo, dans la région de Moravie-du-Sud, en République tchèque. Sa population s'élevait à 393 habitants en 2020.

## Géographie
Velký Karlov se trouve à 8 km à l'ouest-sud-ouest de Hrušovany nad Jevišovkou, à 20 km à l'est-sud-est de Znojmo, à 49 km au sud-sud-ouest de Brno et à 196 km au sud-est de Prague.
La commune est limitée par Šanov au nord et à l'est, par Hevlín au sud-est, par Dyjákovice au sud, et par Hrádek et Božice à l'ouest.

## Histoire
Velký Karlov est un village récent, construit à partir de 1953 pour répondre aux besoins des employés de l'ancienne ferme collective fondée en 1950 dans la partie nord de la commune de Dyjákovice. En 1971, Velký Karlov est devenu une commune distincte.